# Jimmy Giuffre
Jimmy Giuffre, właśc. James Peter Giuffre (ur. 26 kwietnia 1921 w Dallas, zm. 24 kwietnia 2008 w Pittsfield) – amerykański klarnecista i saksofonista jazzowy, kompozytor, aranżer i pedagog ceniony również za znaczący wkład w rozwój form nowoczesnego jazzu.

## Życiorys

### 1934-1948: Pierwsze występy i nagrania
Urodził się w Dallas. Jego rodzina pochodziła z Włoch (nazwisko wymawiane było jak angielskie „JOO-free”). Jako 9-letni chłopiec zaczął uczyć się gry na klarnecie, grając w zespole działającym przy YMCA. Potem udzielał się w różnych lokalnych grupach, zarabiając z grania do tańca w okolicznych klubach czy podczas przyjęć weselnych. Mając 13 lat, dał swój pierwszy solowy koncert na klarnecie. Uczył się w Dallas Technical High School. Potem studiował muzykę na North Texas State Teachers College (University of North Texas College of Music), mieszkając m.in. razem z Herbem Ellisem i Harrym Babasinem i grając z nimi razem w szkolnym zespole. Absolwentem uczelni został w 1942.
W tym samym roku zgłosił się na ochotnika do armii. W ten sposób mógł sam wybrać rodzaj służby, więc odbył ją jako członek wojskowej orkiestry sił powietrznych. Grał też jednak w małym swingującym zespole, który występował dla kadry oficerskiej. Po zakończeniu służby wojskowej, aby pomóc finansowo swojej rodzinie, pracował m.in. w sklepie z odzieżą.
W 1947 Giuffre uczestniczył w nagraniu swojej pierwszej płyty, grając na saksofonie tenorowym w big bandzie Buddy’ego Richa (pełnił tam też funkcję dyrektora muzycznego). Na przełomie lat 40. i 50. przeniósł się do Los Angeles, gdzie przez pewien czas studiował kompozycję na University of California. Potem jego nauczycielem został kompozytor i poeta Wesley LaViolette. Giuffre komponował dla innowacyjnej Boyd Raeburn Orchestra i grał na saksofonie w swingowej orkiestrze Jimmy’ego Dorseya. Pracował także dla bardzo wówczas nowoczesnej grupy prowadzonej przez Gene’a Rolanda. W świecie muzycznym stał się znany jako kompozytor i aranżer wznawiającego działalność big bandu Woody’ego Hermana, dla którego w 1947 napisał słynny utwór „Four Brothers” (dając możliwość popisu czwórce instrumentalistów, którymi byli Stan Getz, Zoot Sims, Herbie Steward i Serge Chaloff). Pełne inwencji, niepospolite aranżacje tworzył przez całą swoją muzyczną karierę. W 1948 w składzie Woody Herman's Second Herd zajął miejsce Zoota Simsa.

### 1951−1957: West Coast jazz
Giuffre grał w nocnym klubie The Crescendo w Hollywood, a w 1951 znalazł się w składzie Lighthouse All Stars – zespołu prowadzonego przez Howarda Rumseya. Wraz z Shortym Rogersem i Shellym Manne’em był jednym ze stałych członków grupy. W latach 1952–1953 Lighthouse Café w kalifornijskiej Hermosa Beach stała się centrum West Coast jazzu, a Giuffre jedną z jego ważniejszych postaci. To w tym właśnie czasie współpraca Giuffre’ego z Manne’em przyniosła wiele doskonałych utworów napisanych dla All Stars (pierwszym nagraniem zespołu była właśnie ich wspólna kompozycja „Big Boy”, która stała się lokalnym przebojem).
We wrześniu 1953 Giuffre odszedł z All Stars do zespołu Shorty Rogers and His Giants, z którym związany był do 1956, a potem zaczął już samodzielną karierę. Grał na saksofonie tenorowym i barytonowym równie dobrze jak na klarnecie, ale ostatecznie
wybrał ten ostatni instrument. Jego gry można było posłuchać na płycie Trav’lin’ Light (1953) oraz Tangents in Jazz, wydanej przez Capitol w 1955. Tangents in Jazz było pierwszym zespołem, który prowadził Giuffre, jednak z uwagi na brak pracy (oraz zaangażowanie Jacka Sheldona na koncerty z inną grupą) zespół nie przetrwał.
W 1956 Atlantic wydał album The Jimmy Giuffre Clarinet, który stał się niemal wizytówką artysty. Razem z nim grali wówczas m.in. Shelly Manne, Shorty Rogers i Jimmy Rowles. W 1956 występował też gościnnie na płycie The Modern Jazz Quartet at Music Inn.

### 1957−1960: Free jazz
Swoje pierwsze trio, Jimmy Giuffre 3, utworzył wraz z gitarzystą Jimem Hallem i kontrabasistą Ralphem Peñą (którego później zastąpił Jim Atlas). Mieli nawet niewielki przebój w 1957, kiedy występ zespołu wykonującego kompozycję Giuffre’ego „The Train and the River” pokazano w telewizji KABC w cyklu audycji The Sound of Jazz (wtedy też Giuffre poznał swoją przyszłą żonę Juanitę). Trio wykonywało muzykę, którą lider nazywał „folkowym jazzem opartym na bluesie”, a zorganizowane wraz z zaprzyjaźnionym klarnecistą Pee Wee Russellem jam session nazwali po prostu Blues.
Kiedy w 1957 Jim Atlas opuścił Jimmy Giuffre Three, lider przyjął do zespołu Boba Brookmayera, grającego na puzonie wetylowym. To nietypowe instrumentarium, trio jazzowe, w składzie którego nie było ani pianisty, ani też basisty czy perkusji, było częściowo inspirowane przez kompozytora Aarona Coplanda. Grupę, grającą właśnie „The Train and the River”, można zobaczyć w filmie Jazz on a Summer's Day realizowanym podczas Newport Jazz Festival w 1958.
Wśród płyt, które Giuffre nagrał dla wytwórni Atlantic jest też jego wersja popularnego na Broadwayu musicalu The Music Man, wydana pod tym samym tytułem The Music Man w 1958.
W 1959 powstał album Lee Konitz Meets Jimmy Giuffre. Jeszcze w tym samym roku Giuffre grał na albumie Bill Evans and Lee Konitz Play the Arrangements of Jimmy Giuffre. Całą płytę z melodiami zaaranżowanymi przez Giuffre’ego nagrała też Anita O’Day. Album nosił tytuł Cool Heat. Anita O’Day sings arrangements by Jimmy Giuffre.
W 1961 Giuffre utworzył nowe trio wraz z pianistą Paulem Bleyem i kontrabasistą Steve’em Swallowem. Zespół ten, wybitnie niedoceniony, po latach uznano za jeden z ważniejszych w historii jazzu.
Grali free jazz wykorzystując nie głośne i agresywne brzmienie (na sposób Alberta Aylera czy Archiego Sheppa, a wyciszone, refleksyjne dźwięki, bardziej podobne do klasycznej muzyki kameralnej. Prowadzone wtedy przez muzyków poszukiwania w obrębie melodii, harmonii i rytmu są wciąż tak odkrywcze i istotne, jak mało które w jazzie. Thom Jurek napisał, że nagrania tego tria są „jednym z najbardziej istotnych dokumentów ukazujących inne oblicze jazzu początku lat 60.”. Dla wytwórni Verve nagrali albumy Fusion i Thesis, a potem podpisali umowę z Columbią i nagrali Free Fall (1960).
Giuffre, Bley i Swallow doszli w końcu do abstrakcyjnej, całkowicie improwizowanej muzyki i to na kilka lat przed boomem wolnej improwizacji w Europie. Thom Jurek pisze, że Free Fall, ich ostatni album: „był muzyką tak radykalną, że nikt, dosłownie nikt nie był na to przygotowany, a grupa rozwiązała się wkrótce potem, gdy za cały wieczór grania zarobili po 35 centów na każdego”. Steve Swallow wspominał, że była to kawiarnia przy Bleecker Street w Nowym Jorku (po 25 latach, kiedy Columbia wznowiła płytę Free Fall na CD, „The Penguin Guide to Jazz on CD” przyznał jej najwyższą notę). Jako projekt okładki do płyty Juanita Odjenar wykonała rysunek, który jednak przez wydawcę nie został zaakceptowany. Na okładce umieszczono czarno-białe zdjęcia muzyków, a praca przyszłej pani Giuffre znalazła się jedynie w formie kolorowej miniaturki.

### 1960-1995: Przetrwanie i odrodzenie
Klęska finansowa związana z wykonywaniem muzyki free wymusiła zmiany. Przez następne dziesięć lat Giuffre nie nagrał płyty sygnowanej jego nazwiskiem jako lidera zespołu. Od połowy lat 60. grał muzykę łatwiej przyswajaną przez słuchaczy, komponował nawet reklamy dla Mobil Oil. Zmieniał style, w granej przez niego muzyce zaczęły się pojawiać motywy orientalne i afrykańskie.
W połowie lat 60. jego trio tworzyli pianista Don Friedman i basista Barre Phillips. Odbyli razem trasę koncertową obejmującą Paryż i Londyn, ale ich współpraca nie trwała długo. Nie nagrali razem żadnej płyty. W 1968 Giuffre grał w kwintecie znów razem z Bobem Brookmeyerem.
Na początku 1970 roku, Giuffre utworzył nowe trio z kontrabasistą Kiyoshi Tokunagą i – po raz pierwszy od wielu lat – z perkusistą: Randym Kaye’em. Do swojego instrumentarium dodał jeszcze flet basowy i saksofon sopranowy. W 1971, w firmie Gerry’ego McDonalda – Choice, nagrali album Night Dance. Drugim ich wydawnictwem była płyta The Train and the River z 1975.
Później do grupy dołączył Pete Levin grający na syntezatorze, a Tokunagę zmienił Bob Nieske z elektryczną gitarą basową. Powstało The Jimmy Giuffre 4. W tym składzie grupa koncertowała w wielu krajach Europy i nagrała trzy albumy dla włoskiej wytwórni Soul Note – Dragonfly (1983), Quasar i Liquid Dancers.
W 1988 Giuffre został nauczycielem André Jaume, francuskiego saksofonisty i klarnecisty basowego grającego również muzykę awangardową. W tym czasie powstały dwie wspólnie nagrane płyty: album Eiffel (dla wytwórni Celp) i cykl improwizowanych duetów na instrumenty dęte nazwany Momentum (Hatology). Nagrania te ukazały się na CD wydanym przez Hat Hut. Przez pewien czas obaj muzycy występowali też na żywo.
W latach 1990 Giuffre nadal łączył nauczanie i koncerty. Nagrywał z Joem McPhee i reaktywował trio z Bleyem i Swallowem. Swallow zmienił instrument na gitarę basową, przez co grupa zyskała nowe brzmienie. W 1990 zarejestrowali album The Life of a Trio, wydany przez Owl. W 1993 nagrali album Conversations with a Goose (wydany w 1996). W połowie lat 90. pojechali na tournée po Europie, które – mimo zauważalnej już choroby Giuffre’ego – ukończyli z sukcesem.
W czasie swej długiej kariery Giuffre nagrywał dla wielu wytwórni płytowych, m.in. dla Capitolu, Atlanticu, Columbii, Verve, Hat Art, Choice, Improvising Artists, Soul Note czy Owl.

### Nauczanie i inne formy działalności
Oprócz działalności koncertowej i komponowania dla zespołów muzycznych Jimmy Giuffre był również pedagogiem. Kiedy w latach 1957−1960 w Lenox, w stanie Massachusetts działała The Lenox School of Jazz, Giuffre od początku nauczał w niej teorii i kompozycji (w szkole tej byli tacy muzycy jak William Russo, George Russell, Gunther Schuller oraz Dizzy Gillespie i Ornette Coleman; wśród dyrektorów był John Lewis, z Modern Jazz Quartet). W latach 70. został zatrudniony przez Rutgers New York University. Prowadził akademicki zespół jazzowy, uczył komponowania i gry na saksofonie. Pracował również dla New School of Social Research w Nowym Jorku i od 1978 wykładał w New England Conservatory of Music w Bostonie. Z zajęć na tej ostatniej uczelni Giuffre zrezygnował niedługo po powrocie ze swojego ostatniego europejskiego tourneé.
W czasie swej długiej kariery artystycznej komponował też muzykę filmową, dla potrzeb teatrów, a nawet do baletu. Na początku lat 70. brał bowiem udział jako autor i wykonawca muzyki w spektaklach tanecznych „The Castle”, według pomysłu choreografki Jean Erdman.
Zilustrował muzycznie, jako kompozytor i wykonawca, film laureata Pokojowej Nagrody Nobla
Elie Wiesela Sighet, Sighet oraz krótki film reżyserowany przez Johna Avildsena Smiles.
Przez wiele lat interesował się i studiował filozofię zen.

### Ostatnie lata życia
Giuffre cierpiał na chorobę Parkinsona, która na początku tego wieku zmusiła go w końcu do rezygnacji z wykładania i uprawiania muzyki. Opiekowała się nim żona, Juanita Odjenar Giuffre, którą poznał w studiu telewizyjnym w 1957. W 1961 wzięli ślub i resztę swojego życia spędzili razem. Mieszkali w West Stockbridge (część Pittsfield), w stanie Massachusetts w Stanach Zjednoczonych, w domu przebudowanym ze starego młyna, gdzie potem Giuffre już tylko słuchał muzyki.
Zmarł w wyniku zapalenia płuc 24 kwietnia 2008, dwa dni przed swymi 87. urodzinami.

## Dyskografia

### Jako lider
- 1955 Jimmy Giuffre (Capitol)
- 1955 Tangents In Jazz (Capitol)
- 1956 The Jimmy Giuffre Clarinet (Atlantic)
- 1956 The Jimmy Giuffre 3 (Atlantic)
- 1958 The Music Man (Atlantic)
- 1958 The Four Brothers Sound (Atlantic)
- 1958 Trav’lin’ Light (Atlantic)
- 1958 Western Suite (Atlantic)
- 1959 7 Pieces (Verve)
- 1959 The Easy Way (Verve)
- 1959 Ad Lib (Verve)
- 1959 Piece For Clarinet And String Orchestra/Mobiles (Verve)
- 1960 Jimmy Giuffre Quartet Live in 1960 (Jazz Beat)
- 1961 Fusion (Verve)
- 1961 Thesis (Verve)
- 1961 1961 (ECM) (reedycja albumów Fusion and Thesis dokonana przez ECM)
- 1961 Emphasis & Flight 1961 (hatOLOGY) 11/61
- 1962 Free Fall (Columbia) 1962
- 1965 Olympia 23 Fevrier 1960-27 Fevrier 1965 (Laserlight) 2/60 & 2/65
- 1971 Night Dance (Choice) 11/71
- 1973 Music For People, Birds, Butterflies and Mosquitos (Choice)
- 1974 Quiet Song (Improvising Artists)
- 1975 River Chant (Choice)
- 1975 The Train And The River (Candid Choice) 4/75
- 1975 Mosquito Dance (DJM)
- 1978 IAI Festival (Improvising Artists)
- 1983 Dragonfly (Soul Note)
- 1985 Quasar (Soul Note)
- 1989 The Life Of A Trio: Saturday ze Steve’em Swallowem i Paulem Bleyem
- 1991 Liquid Dancers (Soul Note)
- 1991 Eiffel/River Station/Momentum: Willisau, 1988 (CELP/26/hatOLOGY) 11/87, 9/91
- 1992 Fly Away Little Bird (Owl) 6/92
- 1996 Conversations with a Goose (Soul Note)
- 2009 The Swamp People (Giant Steps)

### Jako członek innych zespołów lub muzyk sesyjny
- Art Pepper – Art Pepper Early Days, Vol. 1 (Norma/Vantage) nagrany 1952, wyd. 1991
- Bill Russo – Jazz Composers Workshop razem z Billem Russo, Artem Pepperem, Shellym Manne’em, Shortym Rogersem i in. (Savoy 1952)
- Herbie Harper – Herbie Harper (Bethlehem 1955)
- Modern Jazz Quartet – The Modern Jazz Quartet at Music Inn (Atlantic 1956)
- Bob Brookmeyer – Traditionalism Revisited (World Pacific)
- Teddy Charles – The Teddy Charles Tentet (Atlantic)
- różni artyści – Collaboration West (Prestige)
- Herb Ellis – Herb Ellis Meets Jimmy Giuffre (Verve)
- Herb Ellis – Ellis in Wonderland (Norgran)
- Lee Konitz – Lee Konitz Meets Jimmy Giuffre (Verve)
- Shelly Manne – The West Coast Sound (Contemporary)
- Shelly Manne – The Three And The Two (Contemporary)
- Shorty Rogers – Shorty Rogers & his Giants (RCA)
- Shorty Rogers – The Big Shorty Rogers Express (RCA)
- Shorty Rogers – Cool&Crazy (RCA)
- Shorty Rogers – The Swinging Mr Rogers (Atlantic)
- Shorty Rogers – Martians Come Back (Atlantic)
- Shorty Rogers – Way up There (Atlantic)
- Shorty Rogers – The Swinging Nutracker (Atlantic)
- Howard Rumsey – Sunday Jazz A La Lighthouse (Contemporary)